# Johannes Ciconia
Johannes Ciconia, también conocido como Iohannes Ciconia, (Lieja, c. 1370 – Padua, entre el 10 de junio y el 12 de julio de 1412) fue un compositor y teórico de la música franco-flamenco de finales de la Edad Media que trabajó la mayor parte de su vida en Italia.

## Vida
Nació en Lieja, siendo el hijo de un sacerdote de idéntico nombre y una mujer de alta posición. Posiblemente ha sido confundido con su padre, al compartir ambos nombre y algún otro dato biográfico, de ahí la incertidumbre sobre su fecha exacta de nacimiento. Además este compositor tenía el mismo nombre que al menos otros tres hombres en el área de Lieja, y esto ha creado confusión acerca de su biografía. 
El padre del compositor trabajó en 1350 en Aviñón como empleado de la esposa del sobrino de Papa Clemente VI. En 1358 este Johannes Ciconia se estableció en Italia, trabajando en Padua. Durante su estancia en Italia, viaja ampliamente como un adjunto del cardenal Gil Álvarez de Albornoz, y entra en contacto con todos los estilos musicales locales. Evidentemente, incorpora estos estilos a sus composiciones. En 1372 regresa a Lieja, donde permanece durante un tiempo desconocido, allí forma una familia a pesar de no casarse.
Un segundo músico con el nombre de Johannes Ciconia aparece en los registros de Lieja en 1385 como un duodenus, una persona de corta edad y por lo tanto es más probable que sea el propio compositor. Los registros papales indican que este Ciconia estaba al servicio de Bonifacio IX en Roma en 1391.
Se desconoce su paradero entre principios de los años 1390 y 1401. Desde este momento hasta su muerte en 1412, se mantuvo conectado con la catedral de Padua. Si bien, no está claro si llegó a Padua antes de 1401. Su lamento, Con lagrime bagnadome, que escribió por la muerte de Francesco de Carrara se describe en una de las fuentes. Si este se refiere a Francesco il Nuovo, entonces la fecha sería después de 1406. Pero si fue escrito por la muerte de Francesco il Vecchio, entonces lo situaría en Padua en 1393. Esta segunda opción es la que los estudiosos han asumido, dando una prueba más de su estancia en Italia en ese momento.
La posibilidad de una estancia intermedia en Pavía también ha sido sugerido por Nadas y Ziino, en razón de que aquí es donde se han formado su conexión con la Casa de Visconti y los conocimientos adquiridos sobre el Ars subtilior y sobre las composiciones de Philippus de Caserta que cita en su pieza Sus un fontayne. En todo caso, se entiende que en 1401 permaneció en Padua hasta su muerte.

## Obra musical
Se cree que todas las obras de este compositor son posteriores a 1390. La producción musical de Ciconia comprende varios estilos. La música típica del norte de Italia, como su madrigal Una panthera, se combina con otras piezas escritas en el estilo del ars nova francés. Y en su obra Sus fontayne se aprecia el estilo más complejo del ars subtilior. Aunque su estilo musical sigue siendo medieval tardío, su escritura apunta cada vez más hacia los patrones melódicos renacentistas. Una muestra de ello es su arreglo de la pieza O rosa bella.
Escribió tanto música profana (virelais francés, ballate italianas o madrigales) como música sacra (motetes, movimientos de misas, algunos de ellos isorrítmicos).

### Listado de obras
- Ben che da vui donna, ballata
- Che nel servir anticho, ballata
- Deduto sei a quel, ballata grande

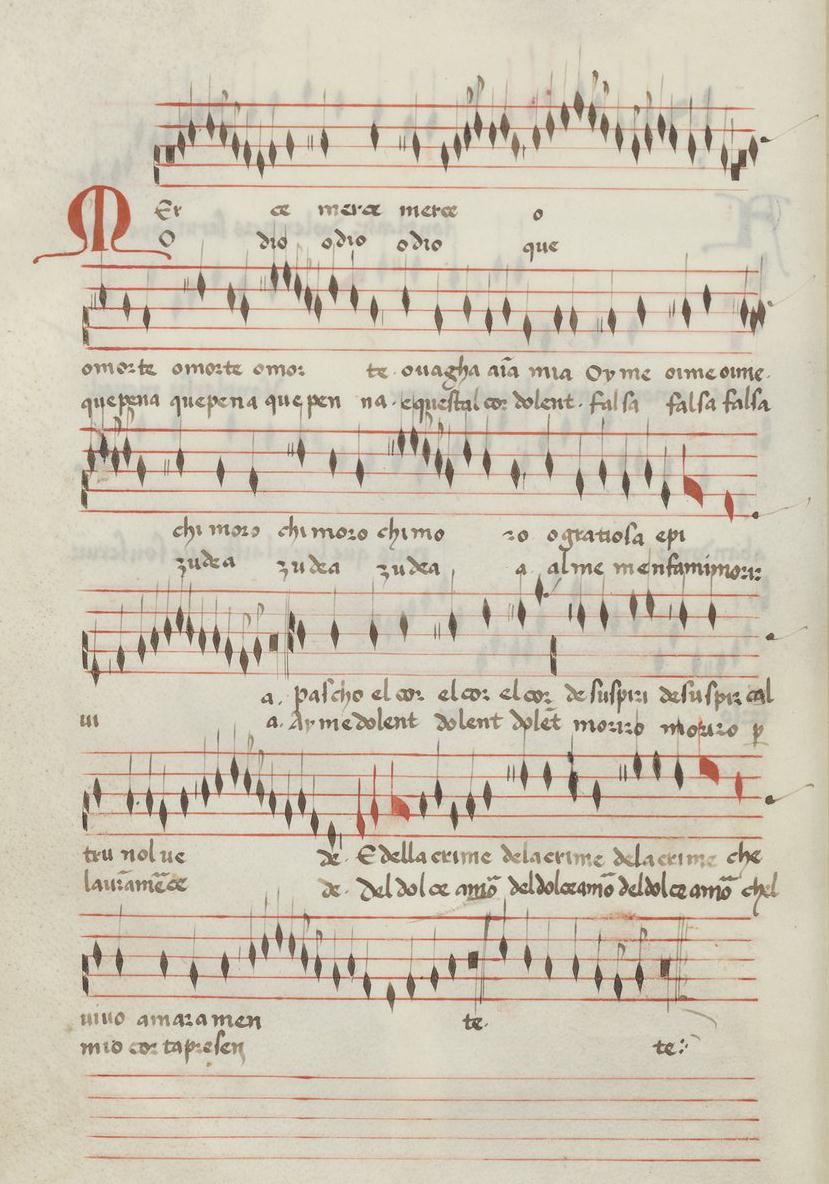
Ballata Merçé o morte de Ciconia (Paris, BnF NAF 4917).

- Gli atti col dançar frances, ballata
- La fiamma del to amor, ballata
- Lizadra donna, ballata
- Merçé o morte, ballata
- O rosa bella, ballata
- Poy che morir mi convien, ballata

- Chaçando un giorno, madrigal
- Cacciando un giorno, madrigal
- I cani sono fuora, madrigal
- Per quella strada, madrigal
- Una panthera, madrigal

- Albane misse celitus, motete
- O Padua sidus praeclarum, motete
- Venecie mundi splendor, motete

- Le ray au soleyl, canon, opus dubium
- Quod jactatur, canon

- Aler m'en veus, virelai
- Sus un' fontayne, virelai

- Gloria, Credo "Regina gloriosa"

#### Sus un’ fontayne
| Texto original en francés antiguo | Traducción |
| --- | --- |
| 1 Sus un fontayne en remirant 2 Oy chanter si douchement 3 Que mon coeur, corps et pensement, 4 Remanent pris en attendant 5 D'avoir merchi de ma dolour 6 Qui me trepount au cuer forment 7 Seul de veoir ce noble flour 8 Qui tant cantoit suavement. 9 Que choise nulle say en recivant 10 Pavour, tremour et angossment 11 Que fer[e] duis certaynement, 12 Tant suy de ly veoir desirant. [Sus un fontayne en remirant Oy chanter si douchement Que mon coeur, corps et pensement Remanent pris en attendant.] | 1 Hacia una fuente estoy mirando 2 He oído un cantar tan dulce 3 Que mi corazón, cuerpo y mente 4 Permanecen cautivos a la espera. 5 Para recibir la misericordia de mi pesar 6 Que me golpea fuertemente en el corazón 7 Sólo de esta noble flor. 8 Que cantaba tan bellamente 9 Porque no tengo más remedio que sufrir 10 Temor, temblor y angustia 11 Que debo soportar ciertamente 12 Así que estoy deseoso de ver. [Hacia una fuente estoy mirando He oído un cantar tan dulce Que mi corazón, cuerpo y mente Permanecen cautivos a la espera.] |

De acuerdo con una paráfrasis, "El poeta está mirando a una fuente y escucha un canto angelical. Vislumbra una dama que está cantando y despertando un deseo tan ardiente en su corazón y cuerpo, pero el miedo se apodera de él y continúa mirando a la sombra de la fuente."

## Obra como teórico de la música
En el ámbito de la teoría de la música, Ciconia figura como autor de los siguientes tratados: Nova musica, y De proportionibus. Sus ideas teóricas derivan de la tradición más conservadora de Marchetto de Padua y pueden ser contrastadas con las de su contemporáneo paduano Prosdocimus de Beldemandis.
Es posible que algunas obras de este autor permanezcan en el anonimato o hayan sido atribuidas erróneamente a otros compositores.

### Nova musica
Se trata de un gran tratado especulativo que con gran probabilidad fue escrito en los primeros años del siglo XV. Es la única obra de estas características elaborada por un compositor experimentado de aquella época. El objetivo de este tratado es retomar los escritos de teóricos anteriores para utilizar su material a modo de base con la que redefinir el enfoque de la disciplina musical, de tal manera que pudiera ser clasificada y funcionar como una de las artes literarias así como una disciplina matemática. Esta propuesta supone una nueva perspectiva de la música que aporta un nuevo enfoque humanista de las artes.

### De proportionibus
Este otro tratado es de menor tamaño y fue completado en 1411, poco antes de la muerte del autor. En el prefacio se puede ver que aparece dedicado a Johannes Gasparus, canónigo de Vicenza. Ciconia se dedica en esta obra a revisar algunas ideas expuestas en el tercer libro de Nova musica para profundizar sobre ellas y para explorar consideraciones prácticas sobre notación mensural entre otras cuestiones.

## Discografía
- 1970 – Johannes Ciconia. Studio der frühen Musik. (EMI Reflexe)
- 1979 – Johannes Ciconia: Madrigaux et Ballades. Clemencic Consort. (Harmonia Mundi)
- 1980 – Johannes Ciconia: L'Oeuvre Intégrale. Huelgas Ensemble. (Musique en Wallonie)
- 1982 – Johannes Ciconia: Oeuvre intégrale. Huelgas Ensemble. (Pavane)
- 1992 – Ciconia songs, motets. Ensemble Project Ars Nova. (New Albion)
- 1993 – Ciconia: Motets Virelais Ballate Madrigals. Alla Francesca. (Opus 111)
- 1997 – Sidus Preclarum, motets de Ciconia. Mala Punica. (Erato)
- 1999 – The Saracen and the Dove. Orlando Consort. (DG/Archiv Produktion)  
(Contiene obras de Caserta, Ciconia, Bartolino de Padua y Zacara da Teramo.)
- 2004 – Zodiac, Ars Nova and Ars Subtilior in the Low Countries and Europe. Capilla Flamenca, Dirk Snellings. (Eufoda)  
(Contiene obras de Machaut, Ciconia, Baude Cordier, etc.)
- 2011 – Johannes Ciconia: Opera omnia. La Morra, Diabolus in Musica. (Ricecar)